# Raymond Burr
Raymond William Stacey Burr (21. maj 1917 i New Westminster, British Columbia, Canada – 12. september 1993 i Healdsburg, Californien, USA) var en canadisk-amerikansk skuespiller, virksom i amerikansk film og fjernsyn.
Han filmdebuterede i 1946, og spillede mest skurkeroller, bl.a. i Hitchcocks Rear Window (Skjulte øjne, 1954). Burr var mest kendt for titelrollerne i de populære fjernsynsserier Perry Mason (1957-66), efter Erle Stanley Gardners bøger, og Ironside (1967-75), hvor han spillede en efterforsker i rullestol. Også fjernsynsfilmen Perry Mason Returns (1985).
Han har fået en stjerne på Hollywood Walk of Fame.